# مهران حسینی (دونده)
سید مهران حسینی حیدری معروف به مهران حسینی (زاده ۸ شهریور ۱۳۶۹ در بابل) دونده و عضو تیم ملی دو و میدانی مردان ایران است. حسینی که در ماده‌های دوی ۱۰۰ متر، ۲۰۰ متر و ۴ در ۱۰۰ متر فعالیت می‌کند، سابقه عضویت در تیم‌های ذوب‌آهن اصفهان، سپاهان اصفهان، آسان پرداخت تهران، نفت تهران و دانشگاه آزاد تهران را در کارنامه خود دارد. او همچنین در کارنامه خود سابقه کسب مدال طلای مسابقات کارگران قهرمانی جهان و البته مدال نقره مسابقات بین‌المللی ارزروم ترکیه را دارد. حسینی همچنین موفق شد در مسابقات بین‌المللی انتخابی بازی‌های آسیایی جاکارتا به مدال طلا دست پیدا کند.
مهران حسینی سابقه عضویت در تمامی رده‌های سنی تیم ملی را در کارنامه خود دارد و رکورد شخصی او در دوی ۱۰۰ متر، ۱۰٫۳۴ ثانیه است که از این حیث در بین ۵ دونده برتر ایران حضور دارد.

## افتخارات
- مدال طلا دوی ۱۰۰ متر مسابقات قهرمانی دوومیدانی کارگران جهان (اسپانیا ۲۰۱۹)[۱۰]
- مدال طلا دوی ۲۰۰ متر مسابقات قهرمانی دوومیدانی کارگران جهان (اسپانیا ۲۰۱۹)[۱۱]
- مدال طلا دوی ۴ در ۱۰۰ متر مسابقات قهرمانی دوومیدانی کارگران جهان (اسپانیا ۲۰۱۹)[۱۲]
- مدال طلا دوی ۱۰۰ متر مسابقات انتخابی بازی‌های آسیایی جاکارتا (استانبول ۲۰۱۸)
- مدال نقره دوی ۴ در ۱۰۰ متر مسابقات بین‌المللی ارزروم (ترکیه ۲۰۲۲)